# Ванина (Курская область)
Ванина — деревня в Октябрьском районе Курской области России. Входит в состав Большедолженковского сельсовета.

## География
Деревня находится в центральной части Курской области, в пределах Среднерусской возвышенности, в лесостепной зоне, на правом берегу реки Сейм, на расстоянии примерно 2 километров (по прямой) к северо-северо-западу от Прямицына, административного центра района. Абсолютная высота — 160 метров над уровнем моря.

### Улицы
В деревне улицы: Комарёвка, Новая, Садовая, Старая и Студеная.

### Климат
Климат характеризуется как умеренно континентальный, с тёплым летом и умеренно холодной зимой. Среднегодовая температура воздуха — 5,7 °С. Средняя температура воздуха самого тёплого месяца (июля) — 18,7 °C (абсолютный максимум — 37 °С); самого холодного (января) — −9,3 °C (абсолютный минимум — −38 °С). Безморозный период длится около 152 дней в году. Среднегодовое количество атмосферных осадков составляет 563 мм, из которых большая часть выпадает в тёплый период. Снежный покров держится в течение 110—120 дней.
| Показатель                                                                      | Янв. | Фев. | Март | Апр. | Май  | Июнь | Июль | Авг. | Сен. | Окт. | Нояб. | Дек. | Год  |
| ------------------------------------------------------------------------------- | ---- | ---- | ---- | ---- | ---- | ---- | ---- | ---- | ---- | ---- | ----- | ---- | ---- |
| Средний суточный максимум, °C                                                   | −4,2 | −3,2 | 2,7  | 13   | 19,4 | 22,7 | 25,3 | 24,6 | 18,2 | 10,5 | 3,3   | −1,2 | 10,9 |
| Средняя температура, °C                                                         | −6,2 | −5,7 | −0,9 | 8,2  | 14,7 | 18,4 | 20,9 | 20   | 14   | 7,3  | 1,1   | −3,2 | 7,4  |
| Средний суточный минимум, °C                                                    | −8,7 | −8,8 | −5   | 2,7  | 9,1  | 13   | 15,8 | 14,9 | 9,7  | 3,9  | −1,2  | −5,4 | 3,3  |
| Норма осадков, мм                                                               | 51   | 45   | 47   | 50   | 62   | 71   | 73   | 55   | 59   | 59   | 47    | 49   | 668  |
| Источник: Погода по месяцам c ru.climate-data.org(дата обращения: Февраль 2022) |      |      |      |      |      |      |      |      |      |      |       |      |      |

### Часовой пояс
Деревня Ванина, как и вся Курская область, находится в часовой зоне МСК (московское время). Смещение применяемого времени относительно UTC составляет +3:00.

## Население
| 2002 | 2010 |
| ---- | ---- |
| 537  | ↘419 |

### Половой состав
По данным Всероссийской переписи населения 2010 года в половой структуре населения мужчины составляли 48,2 %, женщины — соответственно 51,8 %.

### Национальный состав
Согласно результатам переписи 2002 года, в национальной структуре населения русские составляли 99 %.

## Инфраструктура
Личное подсобное хозяйство. В деревне 245 домов.

## Транспорт
Ванина находится в 10 км от автодороги федерального значения М2 «Крым» (часть европейского маршрута E 105), в 3 км от автодороги регионального значения 38К-017 (Курск — Льгов — Рыльск — граница с Украиной), на автодорогe межмуниципального значения 38Н-073 (Дьяконово — Старково — Соколовка), на автодороге 38Н-075 (38Н-073 — Ванина), в 5 км от ближайшей ж/д станции Дьяконово (линия Льгов I — Курск).
В 123 км от аэропорта имени В. Г. Шухова (недалеко от Белгорода).